# Mari Aldon
Mari Aldon est une actrice américaine née à Taurage (Lituanie), le 17 novembre 1925 et morte à Las Vegas, le 31 octobre 2004.

## Biographie
Mari Aldon est l'épouse du réalisateur Tay Garnett de 1953 à 1977. Celui-ci la pousse à devenir actrice, alors qu'elle n'a qu'une formation de danseuse.
Elle ne tourne que quelques rôles mineurs, à l'exception de celui que lui offre Raoul Walsh dans Les Aventures du capitaine Wyatt où elle est la partenaire de Gary Cooper.
Dès 1950, elle se tourne vers la télévision. Elle apparait dans plusieurs séries célèbres, comme Bonanza et Perry Mason.
Elle revient au cinéma, discrètement, pour y tourner deux autres films majeurs signés Mankiewicz et David Lean.

## Filmographie

### Cinéma
- 1946 : Le Médaillon (The Locket) de John Brahm : Mary
- 1947 : Vengeance de Femme (A Woman's Vengeance) de Zoltan Korda : Une fille
- 1947 : Ambre (Forever Amber) d'Otto Preminger
- 1951 : Les Aventures du capitaine Wyatt (Distant Drums) de Raoul Walsh : Judy Beckett
- 1951 : Les tanks arrivent (The Tanks Are Coming) de Lewis Seiler et D. Ross Lederman : Patricia Kane
- 1951 : Les Amants du crime (To-morrow Is Another Day) de Félix E. Feist : Une hôtesse dans la salle de danse
- 1951 : Les Révoltés de Folson (Inside the Walls of Folson Prison) de Crane Wilbur : Mme Daniels
- 1952 : La Reine du hold-up (This Woman Is Dangerous) de Félix E. Feist : Ann Jackson
- 1953 : Tangier Incident de Lew Landers : Millicent
- 1954 : La Course à la mort (Mask of Dust) de Terence Fisher : Patricia Wells
- 1954 : La Comtesse aux pieds nus (The Barefoot Contessa) de Joseph Mankiewicz : Myrna
- 1955 : Vacances à Venise (Summertime) de David Lean : Phyl Yaeger

### Télévision
- 1957 : The Millionaire (Série TV) : Madeleine
- 1958 : Remous (Série TV) : Dr. Kate Marlow
- 1958 : Meet McGraw (Série TV) : Bernice Brown
- 1958 : Perry Mason (Série TV) : Anne Rowan Brent
- 1958 : Colgate Theatre (Série TV) : Sorita
- 1958 et 1961 : Tales of Wells Fargo (Série TV) : Bess Hollister / Nora Washburn
- 1959 : Yancy Derringer (Série TV) : Celeste Duval
- 1959-1960 : La Grande caravane (Wagon Train) (Série TV) : Freda Johnson / Hester Millikan
- 1959-1961 : Bachelor Father (Série TV) : Amanda Armstrong / Monica Armstrong / Julie Sanders
- 1960 : The Deputy (Série TV) : Priscilla Groat
- 1960 : Laramie (Série TV) : Celie Rawlins
- 1960 : Tightrope (Série TV) : Sally
- 1960 : The Man from Blackhawk (Série TV) : Mme Stoddard
- 1960 : Coronado 9 (Série TV) : Anne Matthews
- 1960 : Shotgun Slade (Série TV) : Marge
- 1961 : Michael Shayne (Série TV) : Holly Marshall
- 1961 : Ichabod and Me (Série TV) : Jill Thorsen
- 1962 : Alcoa Premiere (en) (Série TV) : Martha
- 1966 : Bonanza (Série TV) : Ruby Kelly